# Nordsjö kyrka
Nordsjö kyrka (finska: Vuosaaren kirkko) är en kyrka i Helsingfors. Den blev klar år 1980. Kyrkan och dess utvidgningsarbeten planerades av arkitektbyrån Pirkko ja Arvi Ilonen. Kyrkan har tre klockor, som alla är tillverkade i Österrike. I anslutning till kyrkan finns Marielunds kapell, som fått sitt namn av Marielunds gård som funnits på kyrkans plats.